# Ciutadans (serie de televisión)
Ciutadans fue una serie de televisión documental, dirigida por Francesc Escribano y Joan Úbeda para su emisión en el canal autonómico catalán TV3. El formato, compuesto de trece episodios, fue estrenado el 12 de enero de 1994 y retrataba la realidad social de Cataluña. El programa llevó a cabo 500 entrevistas a catalanes anónimos, de todas las edades, profesiones y procedencias sociales que contaban sus vivencias, opiniones y sentimientos. Cada capítulo estaba ilustrado con fragmentos de películas, videoclips i spots publicitarios.
Fue uno de los primeros resultados del Departamento de nuevos formatos de Televisió de Catalunya y es considerado el embrión del modelo que ha seguido TV3 en los espacios de testigos. El programa fue galardonado con un Premio Ondas en la categoría «Internacionales» en 1994 y fue el espacio con el que la emisora se presentó en la International Public Television Screening Conference de Montreal el mismo año.